# Karl John
Karl John (24 de marzo de 1905 – 22 de diciembre de 1977) fue un actor alemán.

## Biografía
También nombrado como Carl John, nació en Colonia, Alemania. Estudió arquitectura en la Universidad Técnica (Technischen Hochschule) de Danzig, pero pronto descubrió su amor por el teatro y se mudó a Berlín, donde tomó lecciones de actuación. Con 26 años debutó actuando en un teatro de Bolesławiec. En 1932, un año después, hizo su primera actuación para el cine en la cinta criminal Der weiße Dämon, junto a Hans Albers. En los siguientes años continuó actuando en diferentes teatros, llegando en 1938 al Deutsches Theater de Berlín.

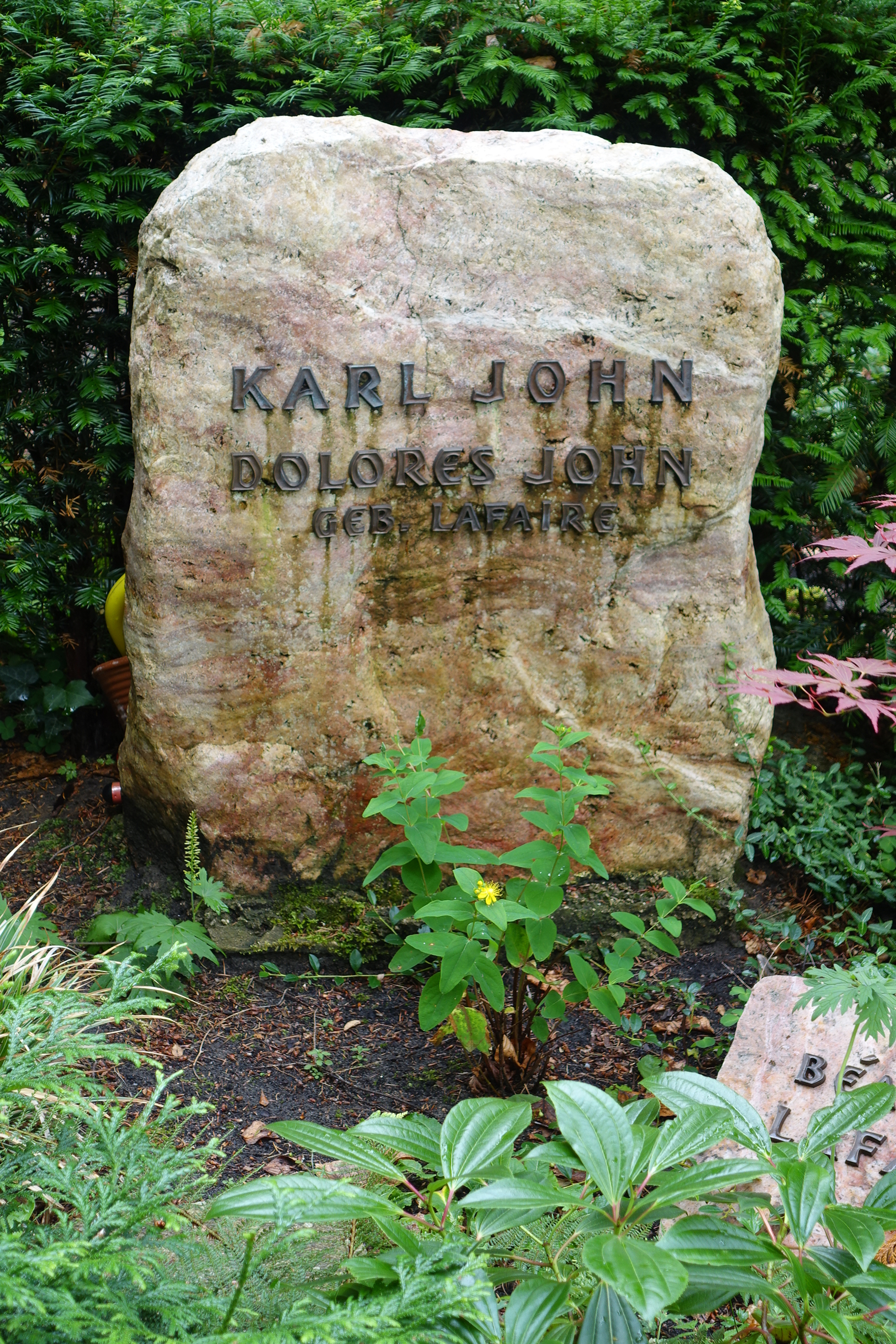
Tumba de Karl John en el Cementerio Friedhof Heerstraße

Karl John interpretó muchos papeles de soldado a causa de su fisionomía y su voz, trabajando en la época para la productora Universum Film AG. Entre sus películas figuran producciones de propaganda como Stukas, U-Boote westwärts! y Zwei in einer großen Stadt (todas de 1941). Sin embargo, tras unos comentarios despectivos a Joseph Goebbels en 1943 por el transcurso de la guerra, cayó en desgracia como actor y hubo de hacer el servicio militar.
Tras la Segunda Guerra Mundial actuó en la película antibelicista In jenen Tagen (1947), y tuvo su más destacada actuación en una cinta basada en una novela de Wolfgang Borchert, Liebe 47. Interpretó a miembros de la Wehrmacht en películas como Des Teufels General (1955), Hunde, wollt ihr ewig leben (1957) y Fabrik der Offiziere (1960), así como en la producción internacional El día más largo. En la película dirigida por Peter Lorre Der Verlorene (1951), encarnó a un agente de la Gestapo.
En los años 1960 también actuó en varias adaptaciones de historias de Edgar Wallace, y en la televisión podía ser visto en episodios de las series Derrick, Tatort y Der Kommissar.
John fue igualmente actor radiofónico. Entre sus programas de mayor fama figura una emisión de 1959 de una historia del personaje Paul Temple, Paul Temple und der Fall Conrad, dirigida por Willy Purucker.
Karl John sufrió un colapso el 20 de diciembre de 1977, poco antes de la representación de la obra Mond über den Fluss, de Pavel Kohout, en el Teatro de Gütersloh. Falleció dos días después en el hospital de la ciudad. Tenía 72 años. Fue enterrado en Berlín, en el Cementerio Friedhof Heerstraße (tumba 16-D-32/33).

## Filmografía (selección)
- 1932 : Der weiße Dämon
- 1933 : Kind, ich freu’ mich auf Dein Kommen
- 1936 : Wenn der Hahn kräht
- 1936 : Weiße Sklaven
- 1937 : Der Lachdoktor
- 1937 : Unternehmen Michael
- 1939 : Legion Condor
- 1940 : Fahrt ins Leben
- 1940 : Bal paré
- 1940 : Kora Terry
- 1941 : Mein Leben für Irland
- 1941 : Stukas
- 1941 : U-Boote westwärts!
- 1941 : Der Weg ins Freie
- 1941 : Über alles in der Welt
- 1942 : Zwei in einer großen Stadt
- 1942 : Andreas Schlüter
- 1943 : Großstadtmelodie
- 1947 : In jenen Tagen
- 1948 : Unser Mittwochabend
- 1949 : Die letzte Nacht
- 1949 : Liebe 47
- 1951 : Der Verlorene
- 1952 : Le Banquet des fraudeurs
- 1953 : Inspektor Tondi (telefilm)
- 1953 : Se interpone un hombre
- 1953 : Weg ohne Umkehr
- 1954 : Jedem das Seine (telefilm)
- 1955 : El general del diablo
- 1955 : Hotel Adlon
- 1955 : Urlaub auf Ehrenwort
- 1958 : Das Lächeln der Gioconda (telefilm)
- 1958 : Wie es euch gefällt (telefilm)
- 1958 : Hunde, wollt ihr ewig leben
- 1959 : Die Gute Sieben (telefilm)
- 1960 : Schatten der Helden (telefilm)
- 1960 : An heiligen Wassern
- 1961 : Diesmal muß es Kaviar sein
- 1962 : El día más largo
- 1963 : Detective Story (telefilm)
- 1963 : Was soll werden, Harry? (telefilm)
- 1964 : Der Hexer
- 1964 : Das Kriminalmuseum (serie TV), episodio Der Schlüssel
- 1965 : Neues vom Hexer
- 1965 : Die fünfte Kolonne (serie TV), episodio Blumen für Zimmer 19
- 1966 : Hinter diesen Mauern (telefilm)
- 1968 : Babeck (miniserie TV)
- 1970 : Der Kommissar (serie TV), episodio Dr. Meinhardts trauriges Ende
- 1972 : Der Kommissar (serie TV), episodio Mykonos
- 1974 : Pusteblume
- 1976 : Derrick (serie TV), episodio Auf eigene Faust
- 1977 : Sorcerer
- 1977 : Tatort (serie TV), episodio Finderlohn

## Radio
- 1947 : Christian Munk: Die Reiherjäger, dirección de Heinrich Voigt (Berliner Rundfunk)
- 1974 : Hansjörg Schneider: Der Erfinder, dirección de Hans Bernd Müller (Sender Freies Berlin)